# Salpassa
La salpassa o sarpassa és una festa tradicional única de diversos pobles del País Valencià, tot i que hui en dia ja s'ha perdut en molts. Té una gran tradició als municipis de la Marina Alta —especialment a les Valls de Pego— i encara conserva la major esplendor a Pego, amb notabilitat també a Forna (l'Atzúbia), la Vall d'Ebo, Murla, Castell de Castells i la la Vall d'Alcalà. En menor mesura, es conserva a Otos, Benilloba, Antella, Beniatjar o Finestrat.
Possiblement el nom d'esta festivitat prové del llatí salis sparsio ('aspergiment de sal') i podria tenir els orígens en els rituals d'honor de les festes de Terminàlia. La seua celebració recull el mandat del ritual romà de Benet XIV de beneir les cases de la parròquia durant la Pasqua de Ressurrecció. Per bé que encara es conserva en el món bendicional, s'ha anticipat habitualment al Dimecres Sant —antic darrer dia de la Quaresma, hui commemorat en el Dijous Sant— i tenia l'objectiu de beneir les cases i llurs famílies, anunciar les festes del Tridu Sacre i convidar-les a participar-hi.
La salpassa manté varietats entre indrets, però a grans trets consistix en una visita del sacerdot o del rector parroquial a totes les cases del poble, revestit de roquet i estola morada i acompanyat d'escolanets. Allí, amb aigua beneïda o amb sal, aspergix amb l'hisop l'habitatge des de la porta, amb la família present, mentre recita en valencià «La pau del Senyor en esta casa, i a tots els ací presents», segons el mandat evangèlic de saludar desitjant la pau. Després beneïx l'aigua i la sal que la família ja té a punt en una taula disposada, li ofereix el Lignum Crucis o una altra creu i li desitja una bona Pasqua o l'expressió «i de hui a l’any que ve, que tingam salut». En agraïment a la comitiva, se li oferia una gratificació econòmica i un claper d'ous, puix que ja deixaven d'estar prohibits en finalitzar la Quaresma.
A banda de la funció del sacerdot, els xiquets de la parròquia que fan d'escolans tenen la funció d'anunciar l'arribada de la salpassa i històricament adoptaven un rol de caràcter molt festiu, perquè tocaven campanes i cantaven càntics litúrgics tradicionals per tal d'advertir a tot el poble de la seua arribada.

Segons el reverend Andrés Monzó Nogués, d'Albalat dels Tarongers i tractant-se este d'un dels municipis que conserven la salpassa, la tradició durant la postguerra espanyola seguia el següent ritu:
SARPASSA. És la benedicció de les cases, que es fa dimecres Sant, després de la missa, segons el ritu aprovat per fora del temps pasqual. Es revesteix el Rector el roquet i surt, amb el sagristà i acòlits igualment revestits, que porten l'acetre i aspersori, un plat amb sal beneïda per deixar una cullerada a cada casa i cistelles per recollir els ous amb què la pietat agraeix la benedicció, a més d'una bosseta per si es presenta alguna almoina en metàl·lic. El que és tradicional sembla haver estat pregar la pregària una sola vegada en plural a la porta de l'església i passar després escampant les cases (esperant amb sal, antigament). Avui, segons la ment del Ritual sembla que s'ha de resar l'oració a cada casa. Després s'escampa, i el sagristà o acòlit rep sal sense beneir, que canvia per beneïda. No és admissible espaiar la sal. Cal advertir abans, que la sal beneïda és un sacramental de moltíssimes aplicacions, la qual cosa han de aprofitar els fidels. Acabada la SARPASSA es dona una gratificació de 10 cèntims a cadascun dels nens, que van formar al bulliciós seguici. Al sagristà se l'obsequia amb una dotzena d'ous. També s'obsequia els acòlits.